# Minilimosina floreni
Minilimosina floreni är en tvåvingeart som beskrevs av Rohacek och Marshall 1988. Minilimosina floreni ingår i släktet Minilimosina och familjen hoppflugor.
Artens utbredningsområde är Sverige. Arten är reproducerande i Sverige. Inga underarter finns listade i Catalogue of Life.